# Villa Borromeo (San Casciano in Val di Pesa)
La villa Borromeo si trova a San Casciano in Val di Pesa in via Borromeo 110.

## Storia
La villa prende il nome dalla famiglia Borromeo/Borromei alla quale appartennero uomini di fama come il cardinale Carlo (1538-1584), canonizzato nel 1610 e nipote del papa Pio IV e il cardinale Federico (1564-1631), personaggio descritto da Manzoni nei Promessi Sposi. 
In un'epoca databile nella seconda metà del Trecento i Borromeo fecero qui edificare una dimora di campagna e ne rimasero proprietari per secoli.
Questa villa risulta citata nelle Istorie di Giovanni Cambi (1456). Vi si legge infatti che in quell'anno sant'Antonino, vescovo di Firenze, vi venne ospitato, dato che fu una delle poche abitazioni a non essere distrutta dall'uragano (Niccolò Machiavelli lo chiamò "lo spaventevole turbine") che si abbatté su Firenze e dintorni. Prima della Congiura dei Pazzi, nel 1478, la villa, che doveva andare in dote all'unica figlia del ricchissimo Carlo Borromeo sposata con Giovanni de' Pazzi venne sequestrata e data, per ritorsione, ad un altro ramo della famiglia Borromeo, questi ultimi, seguaci dei Medici.
Nel 1704, a seguito di un matrimonio, la villa passò ad un'altra famosa famiglia fiorentina, quella dei Capponi. Durante il XX secolo vi furono vari passaggi di proprietà fino a che negli anni cinquanta venne trasformata dall'ultimo proprietario, in un ristorante, funzione che tuttora mantiene.
Essendo situata lungo la via che collega Firenze con Siena e Roma, la villa già prima di diventare un ristorante aveva ospitato vari personaggi importanti. Oltre al già citato sant'Antonino, nel 1809 ospitò il papa Pio VII diretto in Francia ormai prigioniero di Napoleone, nel 1820 il granduca di Toscana Ferdinando III e nel 1848, durante i moti risorgimentali, Antonia di Borbone, moglie del granduca Leopoldo II, trovò qui rifugio con i figli e la corte. A ricordo di quest'ultima visita è stata posta una lapide commemorativa.
Dopo la trasformazione nel 1957 in ristorante da parte dell'allora proprietario Mario Giacomo Zannoni, la villa ha ospitato tra le sue mura attori e politici ed è stata usata come sfondo per alcuni film. Tra i personaggi recenti noti si possono ricordare Liz Taylor con il marito Richard Burton, la regina di Spagna Sofia, lo Scià di Persia con la moglie Farah Diba e la gran parte della nomenclatura russa tra cui Gromiko.
Attualmente è di proprietà di Adele Zannoni e Livia Zannoni.

## Architettura
È un bell'edificio di impianto quattrocentesco a cui si accede attraversando un vasto giardino all'italiana sul quale si staglia il prospetto principale della villa costituito da un impianto a L. I corpi laterali sono uniti da uno scalone in pietra che conduce a un'ampia terrazza su cui prospetta la facciata centrale caratterizzata da un porticato a tre archi oggi tamponati.
Dal vestibolo, posto subito dietro il porticato, si accede alla sala da ballo, in stile settecentesco, con soffitto a vela, dalla quale a sua volta si accede al grande terrazzo panoramico, posto sul retro, ove si domina il paesaggio della Val di Pesa. Dalla sala da ballo si può accedere ad un'altra sala caratterizzata dal soffitto decorato a gazebo, uno stile giunto a Firenze durante il regno di Caterina de' Medici. La sala attigua presenta alle pareti uno splendido trompe-l'œil raffigurante un ideale paesaggio dai toni azzurro-verdi, che dà profondità allo spazio.
Al piano inferiore è posta la sala d'armi con volta a crociera.
In fondo ad un lungo corridoio decorato da copie di quadri celebri del Settecento e dell'Ottocento italiano, è situata la cappella di famiglia fatta realizzare dalla famiglia Capponi. Essendo molto devoti al culto mariano fecero realizzare la cappella come una copia esatta della Santa Casa di Loreto. All'altare maggiore è posta una copia della Madonna di quel santuario. 
All'interno della villa sono conservate quattro statue in terracotta raffiguranti dei grotteschi bevitori. Un tempo dipinte queste statue erano poste sul muro di cinta esterno della villa e per la loro espressione erano localmente chiamate gli omini del Borromeo.